# Stazione meteorologica di Lecce Galatina
La stazione meteorologica di Lecce Galatina è la stazione meteorologica di riferimento per il servizio meteorologico dell'Aeronautica Militare e per l'Organizzazione Mondiale della Meteorologia, relativa alla città di Lecce.

## Caratteristiche
La stazione meteorologica si trova nell'Italia meridionale, in provincia di Lecce, nel comune di Galatina, a 61 metri s.l.m. e alle coordinate geografiche 40°14′18.65″N 18°08′15.86″E.

## Medie climatiche ufficiali

### Dati climatologici 1971-2000
In base alle medie climatiche del periodo 1971-2000, la temperatura media del mese più freddo, gennaio, è di +8,6 °C, mentre quella del mese più caldo, agosto, è di +25,2 °C; mediamente si contano 12 giorni di gelo all'anno e 65 giorni con temperatura massima uguale o superiore ai +30 °C. I valori estremi di temperatura registrati nel medesimo trentennio sono i -9,4 °C del gennaio 1979 e i +44,4 °C del luglio 1987.
Le precipitazioni medie annue si attestano a 639 mm, mediamente distribuite in 69 giorni di pioggia, con minimo in estate, picco massimo in autunno e massimo secondario in inverno.
L'umidità relativa media annua fa registrare il valore di 74,3 % con minimo di 66 % a luglio  e massimo di 82 % a dicembre; mediamente si contano 56 giorni di nebbia all'anno.
Di seguito è riportata la tabella con le medie climatiche e i valori massimi e minimi assoluti registrati nel trentennio 1971-2000 e pubblicati nell'Atlante Climatico d'Italia del Servizio Meteorologico dell'Aeronautica Militare relativo al medesimo trentennio.
| Lecce Galatina (1971-2000)      | Mesi        | Mesi        | Mesi        | Mesi        | Mesi        | Mesi        | Mesi        | Mesi        | Mesi        | Mesi        | Mesi        | Mesi        | Stagioni | Stagioni | Stagioni | Stagioni | Anno  |
| Lecce Galatina (1971-2000)      | Gen         | Feb         | Mar         | Apr         | Mag         | Giu         | Lug         | Ago         | Set         | Ott         | Nov         | Dic         | Inv      | Pri      | Est      | Aut      | Anno  |
| ------------------------------- | ----------- | ----------- | ----------- | ----------- | ----------- | ----------- | ----------- | ----------- | ----------- | ----------- | ----------- | ----------- | -------- | -------- | -------- | -------- | ----- |
| T. max. media (°C)              | 13,0        | 13,5        | 15,7        | 18,9        | 24,4        | 29,0        | 31,7        | 31,5        | 27,5        | 22,3        | 17,3        | 14,0        | 13,5     | 19,7     | 30,7     | 22,4     | 21,6  |
| T. min. media (°C)              | 4,2         | 4,2         | 5,6         | 8,0         | 12,1        | 15,9        | 18,4        | 18,9        | 16,0        | 12,7        | 8,3         | 5,3         | 4,6      | 8,6      | 17,7     | 12,3     | 10,8  |
| T. max. assoluta (°C)           | 20,4 (1979) | 22,0 (1995) | 25,8 (1977) | 29,0 (1999) | 34,2 (1994) | 42,8 (1982) | 44,4 (1987) | 42,4 (1999) | 39,0 (1988) | 34,2 (1991) | 26,8 (1990) | 20,2 (1989) | 22,0     | 34,2     | 44,4     | 39,0     | 44,4  |
| T. min. assoluta (°C)           | −9,4 (1979) | −5,6 (1991) | −4,6 (1987) | −1,0 (1997) | 3,4 (1978)  | 7,6 (1978)  | 10,4 (1984) | 11,8 (1980) | 6,8 (1979)  | 2,0 (1996)  | −1,4 (1989) | −3,8 (1986) | −9,4     | −4,6     | 7,6      | −1,4     | −9,4  |
| Giorni di calura (Tmax ≥ 30 °C) | 0           | 0           | 0           | 0           | 2           | 12          | 22          | 21          | 8           | 0           | 0           | 0           | 0        | 2        | 55       | 8        | 65    |
| Giorni di gelo (Tmin ≤ 0 °C)    | 4           | 4           | 2           | 0           | 0           | 0           | 0           | 0           | 0           | 0           | 0           | 2           | 10       | 2        | 0        | 0        | 12    |
| Precipitazioni (mm)             | 60,3        | 61,3        | 62,4        | 45,5        | 27,6        | 20,4        | 16,2        | 36,0        | 54,3        | 91,0        | 95,1        | 68,9        | 190,5    | 135,5    | 72,6     | 240,4    | 639,0 |
| Giorni di pioggia               | 8           | 8           | 7           | 6           | 4           | 3           | 2           | 3           | 5           | 7           | 8           | 8           | 24       | 17       | 8        | 20       | 69    |
| Giorni di nebbia                | 8           | 5           | 6           | 4           | 3           | 2           | 1           | 3           | 5           | 7           | 6           | 6           | 19       | 13       | 6        | 18       | 56    |
| Umidità relativa media (%)      | 81          | 77          | 75          | 74          | 70          | 67          | 66          | 68          | 73          | 77          | 81          | 82          | 80       | 73       | 67       | 77       | 74,3  |

### Dati climatologici 1961-1990
In base alle medie di riferimento trentennale (1961-1990), la temperatura media del mese più freddo, gennaio, si attesta a +8,6 °C, mentre quella del mese più caldo, agosto, è di +25,0 °C. Nel medesimo trentennio, la temperatura minima assoluta ha toccato i -9,4 °C nel gennaio 1979 (media delle minime assolute annue di -2,5 °C), mentre la massima assoluta ha fatto registrare i +44,4 °C nel luglio 1987 (media delle massime assolute annue di +38,8 °C).
La nuvolosità media annua si attesta a 3,4 okta giornalieri, con minimo di 1,4 okta giornalieri a luglio e massimo di 4,6 okta giornalieri a febbraio.
Le precipitazioni medie annue superano di poco i 600 mm, con un marcato minimo estivo ed un picco autunnale.
L'umidità relativa media annua fa registrare il valore di 73,8% con minimo di 63% a luglio e massimo di 83% a dicembre.
| Lecce Galatina (1961-1990)  | Mesi        | Mesi        | Mesi        | Mesi        | Mesi        | Mesi        | Mesi        | Mesi        | Mesi        | Mesi        | Mesi        | Mesi        | Stagioni | Stagioni | Stagioni | Stagioni | Anno  |
| Lecce Galatina (1961-1990)  | Gen         | Feb         | Mar         | Apr         | Mag         | Giu         | Lug         | Ago         | Set         | Ott         | Nov         | Dic         | Inv      | Pri      | Est      | Aut      | Anno  |
| --------------------------- | ----------- | ----------- | ----------- | ----------- | ----------- | ----------- | ----------- | ----------- | ----------- | ----------- | ----------- | ----------- | -------- | -------- | -------- | -------- | ----- |
| T. max. media (°C)          | 12,6        | 13,3        | 15,5        | 19,0        | 24,0        | 28,3        | 31,2        | 30,9        | 27,4        | 22,1        | 17,3        | 13,8        | 13,2     | 19,5     | 30,1     | 22,3     | 21,3  |
| T. min. media (°C)          | 4,6         | 4,9         | 6,4         | 8,6         | 12,4        | 16,2        | 18,6        | 19,0        | 16,5        | 12,9        | 9,0         | 6,0         | 5,2      | 9,1      | 17,9     | 12,8     | 11,3  |
| T. max. assoluta (°C)       | 20,4 (1979) | 20,0 (1978) | 25,8 (1977) | 28,8 (1983) | 33,8 (1983) | 42,8 (1982) | 44,4 (1987) | 40,0 (1970) | 39,0 (1988) | 30,4 (1982) | 26,8 (1990) | 20,2 (1989) | 20,4     | 33,8     | 44,4     | 39,0     | 44,4  |
| T. min. assoluta (°C)       | −9,4 (1979) | −5,0 (1982) | −4,6 (1987) | −0,4 (1988) | 3,4 (1978)  | 7,6 (1978)  | 10,4 (1984) | 11,8 (1980) | 6,8 (1979)  | 1,1 (1965)  | −1,4 (1989) | −3,8 (1986) | −9,4     | −4,6     | 7,6      | −1,4     | −9,4  |
| Nuvolosità (okta al giorno) | 4,5         | 4,6         | 4,3         | 4,0         | 3,4         | 2,6         | 1,4         | 1,6         | 2,5         | 3,4         | 4,1         | 4,4         | 4,5      | 3,9      | 1,9      | 3,3      | 3,4   |
| Precipitazioni (mm)         | 63,0        | 53,6        | 67,6        | 38,4        | 27,5        | 20,3        | 18,2        | 32,3        | 53,5        | 80,6        | 91,0        | 81,4        | 198,0    | 133,5    | 70,8     | 225,1    | 627,4 |
| Giorni di pioggia           | 8           | 8           | 8           | 6           | 4           | 3           | 2           | 3           | 5           | 7           | 7           | 9           | 25       | 18       | 8        | 19       | 70    |
| Umidità relativa media (%)  | 82          | 77          | 75          | 74          | 70          | 66          | 63          | 67          | 71          | 77          | 81          | 83          | 80,7     | 73       | 65,3     | 76,3     | 73,8  |

### Dati climatologici 1951-1980
In base alle medie trentennali 1951-1980, la temperatura media del mese più freddo, gennaio, è di circa +8,9 °C, mentre quella del mese più caldo, agosto, si attesta a +25,0 °C.
Nel trentennio esaminato, la temperatura minima assoluta ha toccato i -9,4 °C nel gennaio 1979 mentre la massima assoluta ha raggiunto i +42,6 °C nell'agosto 1957.
| Lecce Galatina (1951-1980) | Mesi        | Mesi        | Mesi        | Mesi        | Mesi        | Mesi        | Mesi        | Mesi        | Mesi        | Mesi        | Mesi        | Mesi        | Stagioni | Stagioni | Stagioni | Stagioni | Anno |
| Lecce Galatina (1951-1980) | Gen         | Feb         | Mar         | Apr         | Mag         | Giu         | Lug         | Ago         | Set         | Ott         | Nov         | Dic         | Inv      | Pri      | Est      | Aut      | Anno |
| -------------------------- | ----------- | ----------- | ----------- | ----------- | ----------- | ----------- | ----------- | ----------- | ----------- | ----------- | ----------- | ----------- | -------- | -------- | -------- | -------- | ---- |
| T. max. media (°C)         | 12,3        | 13,3        | 15,2        | 18,6        | 23,5        | 28,1        | 30,5        | 30,6        | 26,8        | 21,6        | 17,3        | 13,9        | 13,2     | 19,1     | 29,7     | 21,9     | 21,0 |
| T. min. media (°C)         | 5,4         | 5,7         | 6,9         | 9,1         | 13,0        | 16,8        | 19,0        | 19,4        | 16,9        | 13,2        | 9,8         | 7,0         | 6,0      | 9,7      | 18,4     | 13,3     | 11,9 |
| T. max. assoluta (°C)      | 20,4 (1979) | 22,0 (1955) | 26,0 (1952) | 28,6 (1968) | 34,2 (1958) | 39,0 (1952) | 41,0 (1973) | 42,6 (1957) | 36,4 (1956) | 30,0 (1967) | 24,8 (1969) | 20,2 (1960) | 22,0     | 34,2     | 42,6     | 36,4     | 42,6 |
| T. min. assoluta (°C)      | −9,4 (1979) | −3,0 (1980) | −3,2 (1979) | 0,0 (1978)  | 3,4 (1978)  | 7,6 (1978)  | 11,0 (1978) | 11,8 (1980) | 6,8 (1979)  | 1,1 (1965)  | −1,4 (1953) | −3,8 (1961) | −9,4     | −3,2     | 7,6      | −1,4     | −9,4 |

## Valori estremi

### Temperature estreme mensili dal 1944 ad oggi
Nella tabella sottostante sono riportate le temperature massime e minime assolute mensili, stagionali ed annuali dal 1944 ad oggi, con il relativo anno in cui queste si sono registrate. La massima assoluta del periodo esaminato di +44,4 °C risale al luglio 1987, mentre la minima assoluta di -9,4 °C è del gennaio 1979.
| Lecce Galatina (1944-2023) | Mesi        | Mesi        | Mesi        | Mesi        | Mesi        | Mesi        | Mesi        | Mesi        | Mesi        | Mesi        | Mesi        | Mesi        | Stagioni | Stagioni | Stagioni | Stagioni | Anno |
| Lecce Galatina (1944-2023) | Gen         | Feb         | Mar         | Apr         | Mag         | Giu         | Lug         | Ago         | Set         | Ott         | Nov         | Dic         | Inv      | Pri      | Est      | Aut      | Anno |
| -------------------------- | ----------- | ----------- | ----------- | ----------- | ----------- | ----------- | ----------- | ----------- | ----------- | ----------- | ----------- | ----------- | -------- | -------- | -------- | -------- | ---- |
| T. max. assoluta (°C)      | 21,2 (2007) | 22,4 (2016) | 28,6 (2001) | 30,4 (2013) | 35,6 (2006) | 44,0 (2007) | 44,4 (1987) | 42,6 (1957) | 40,6 (1946) | 34,2 (1991) | 26,8 (1990) | 21,4 (2014) | 22,4     | 35,6     | 44,4     | 40,6     | 44,4 |
| T. min. assoluta (°C)      | −9,4 (1979) | −5,6 (1991) | −4,6 (1987) | −1,8 (2003) | 3,2 (2019)  | 7,4 (2005)  | 10,4 (1984) | 10,8 (2005) | 6,8 (1979)  | 1,1 (1965)  | −2,8 (2005) | −5,4 (2001) | −9,4     | −4,6     | 7,4      | −2,8     | −9,4 |